# Куженер
Куженер (на руски: Куженер) е селище от градски тип в Русия, административен център на Куженерски район, автономна република Марий Ел. Населението му към 1 януари 2018 година е 4938 души.